# Commissione inquirente militare in Este
La Commissione inquirente militare in Este (chiamata anche semplicemente Commissione d'Este) è stata una Commissione militare austriaca istituita ad Este il 16 aprile 1850 con il compito di reprimere il banditismo all'epoca molto diffuso fra le regioni del Polesine e del padovano .
Alla commissione venne attribuito lo ius gladii et aggratiandi e il potere di giudicare anche crimini non recenti, a presiederla fu incaricato prima il colonnello Hoyos, poi il generale De Fliervary.

## Storia
In seguito agli eventi del 1848-49 l'area del basso veneto si trovò percorsa da gruppi di banditi formate da criminali comuni e disertori dell'esercito austriaco che derubavano e taglieggiavano la popolazione nelle campagne. Col formale appoggio del pretore Soler, alcuni ufficiali austriaci iniziarono nel 1849 ad arrestare i banditi, a rinchiuderli nella caserma S. Francesco in Este, procedendo quindi ad azioni di giustizia sommaria.
Nel 1850 questa attività di repressione fu formalmente legalizzata dal supremo tribunale di giustizia lombardo veneto, con l'istituzione di una commissione inquirente militare, basata a Este, a capo della quale fu posto il colonnello Hoyos, poi sostituito dal generale De Fliervary. 
Furono 1.204 gli inquisiti dei quali solamente 9 furono assolti. Furono 414 i presunti banditi condannati alla fucilazione mentre i restanti furono condannati al carcere duro e ai lavori forzati. Molti di questi morirono nelle carceri di Mantova e Padova.
In data 11 settembre 1853 fu insediata ad Este una Corte Civile che chiuse questo periodo di giustizia militare sommaria.